# KRC Genk in het seizoen 2011/12
Een overzicht van KRC Genk in het seizoen 2011/12, waarin de club voor de tweede keer deelnam aan de UEFA Champions League.

## Spelerskern
| Nr.           | Naam                  | Nationaliteit      | Geboortedatum | Vorige club                     |
| ------------- | --------------------- | ------------------ | ------------- | ------------------------------- |
| Keepers       |                       |                    |               |                                 |
| 1             | Grzegorz Sandomierski | Polen              | 05-09-1989    | 2009-2011 Jagiellonia Białystok |
| 23            | Logan Bailly          | België             | 27-12-1985    | 2010-2011 Neuchâtel Xamax       |
| 26            | László Köteles        | Hongarije          | 01-09-1984    | 2007-2009 Diósgyőri             |
| 32            | Gilles Lentz          | België             | 01-02-1992    | /                               |
| Verdedigers   |                       |                    |               |                                 |
| 2             | Abel Masuero          | Argentinië         | 06-04-1988    | 2010-2011 Gimnasia La Plata     |
| 3             | Derrick Tshimanga     | België             | 06-11-1988    | 2008-2012 KSC Lokeren           |
| 4             | Torben Joneleit       | Duitsland          | 17-05-1987    | 2008-2009 Sporting Charleroi    |
| 5             | Leandro Grimi         | Argentinië         | 09-02-1985    | 2008-2011 Sporting Lissabon     |
| 11            | Anthony Vanden Borre  | België             | 24-10-1987    | 2009-2010 Portsmouth            |
| 16            | Anele Ngcongca        | Zuid-Afrika        | 21-10-1987    | 2003-2007 FC Fortune            |
| 17            | Jeroen Simaeys        | België             | 12-05-1985    | 2007-2011 Club Brugge           |
| 20            | Nadson                | Brazilië           | 18-10-1984    | 2005-2010 Sheriff Tiraspol      |
| 23            | Mohamed Sarr          | Senegal            | 23-12-1983    | 2010-2011 Hércules              |
| 24            | Timothy Durwael       | België             | 24-02-1991    | /                               |
| 33            | Daniel Pudil          | Tsjechië           | 27-09-1985    | 2007-2008 Slavia Praag          |
| Middenvelders |                       |                    |               |                                 |
| 6             | David Hubert          | België             | 12-02-1988    | /                               |
| 7             | Khaleem Hyland        | Trinidad en Tobago | 05-06-1989    | 2009-2011 Zulte Waregem         |
| 8             | Dániel Tőzsér         | Hongarije          | 12-05-1985    | 2006-2008 AEK Athene            |
| 14            | Kevin De Bruyne       | België             | 28-06-1991    | /                               |
| 15            | Fabien Camus          | Tunesië            | 28-02-1985    | 2005-2009 Sporting Charleroi    |
| 19            | Thomas Buffel         | België             | 19-02-1981    | 2008-2009 Cercle Brugge         |
| 21            | Dugary Ndabashinze    | Burundi            | 08-10-1989    | 2007 Atlético de Conakry        |
| 28            | Stef Peeters          | België             | 09-02-1992    | /                               |
| 35            | Anthony Limbombe      | België             | 15-07-1994    | /                               |
| 36            | Ayub Masika           | Kenia              | 10-09-1992    | /                               |
| Aanvallers    |                       |                    |               |                                 |
| 9             | Jelle Vossen          | België             | 22-03-1989    | 2009-2010 Cercle Brugge         |
| 18            | Elyaniv Barda         | Israël             | 15-12-1981    | 2005-2007 Hapoel Tel Aviv       |
| 25            | Christian Benteke     | België             | 06-11-1988    | 2011 Standard Luik              |
| 27            | Kennedy Nwanganga     | Nigeria            | 15-08-1990    | 2009-2011 Inter Turku           |
| 31            | Marvin Ogunjimi       | België             | 12-10-1987    | 2007-2008 RKC Waalwijk          |
| 37            | Jordy Croux           | België             | 15-01-1994    | /                               |

Mohamed Sarr belandde in de loop van het seizoen in de B-kern.

### Technische staf
|                    |                   |                 |                                    |
| Functie            | Naam              | Nationaliteit   | Opmerking                          |
| Coach              | Mario Been (foto) | Nederland       | Hoofdcoach vanaf 30 augustus 2011. |
| Coach              | Frank Vercauteren | België          | Opgestapt op 17 augustus 2011.     |
| Assistent-coach    | Pierre Denier     | België          | Hoofdcoach tot 29 augustus 2011.   |
| Assistent-coach    | Hans Visser       | Nederland       |                                    |
| Keeperstrainer     | Guy Martens       | België          |                                    |
| Ploegafgevaardigde | Tony Greco        | Italië / België |                                    |

## Resultaten
Een overzicht van de competities waaraan Genk in het seizoen 2011-2012 deelnam.
| Seizoen 2011/12    | Seizoen 2011/12 | Seizoen 2011/12                      |
| Competitie         | Resultaat       | Uitgeschakeld door / Tegenstander(s) |
| ------------------ | --------------- | ------------------------------------ |
| Jupiler Pro League | Derde           |                                      |
| Beker van België   | 1/8 finale      | Lierse SK                            |
| Supercup           | Winnaar         | Standard Luik                        |
| Champions League   | Groepsfase      | Chelsea, Valencia, Bayer Leverkusen  |

## Uitrustingen
Shirtsponsor(s): Euphony / Carglass / Casters Beton / Echo

Sportmerk: Nike
| Thuis | Uit | Alternatief | Doelman | Doelman |

## Transfers

### Zomer
| Naam                  | Nationaliteit      | Van/naar              | Type       |
| --------------------- | ------------------ | --------------------- | ---------- |
| Inkomend              |                    |                       |            |
| Christian Benteke     | België             | Standard Luik         | Gekocht    |
| Jeroen Simaeys        | België             | Club Brugge           | Gekocht    |
| Abel Masuero          | Argentinië         | Gimnasia La Plata     | Gekocht    |
| Grzegorz Sandomierski | Polen              | Jagiellonia Białystok | Gekocht    |
| Khaleem Hyland        | Trinidad en Tobago | Zulte Waregem         | Gekocht    |
| Mohamed Sarr          | Senegal            | Hércules              | Gekocht    |
| Leandro Grimi         | Argentinië         | Sporting Lissabon     | Huur       |
| Davino Verhulst       | België             | Willem II             | Einde huur |
| Samuel Yeboah         | Ghana              | Beitar Jeruzalem      | Einde huur |
| Uitgaand              |                    |                       |            |
| Thibaut Courtois      | België             | Chelsea               | Verkocht   |
| Koen Casteels         | België             | 1899 Hoffenheim       | Verkocht   |
| Davino Verhulst       | België             | Sint-Truidense VV     | Verkocht   |
| Dimitri Daeseleire    | België             | Sint-Truidense VV     | Verkocht   |
| Maurizio Aquino       | België             | Herk-de-Stad          | Verkocht   |
| Eric Matoukou         | Kameroen           | Dnipro Dnipropetrovsk | Verkocht   |
| Samuel Yeboah         | Ghana              | MS Ashdod             | Verkocht   |
| Chris Mavinga         | Frankrijk          | Liverpool             | Einde huur |

### Winter
| Naam                  | Nationaliteit | Van/naar                 | Type     |
| --------------------- | ------------- | ------------------------ | -------- |
| Inkomend              |               |                          |          |
| Derrick Tshimanga     | België        | KSC Lokeren              | Gekocht  |
| Logan Bailly          | België        | Borussia Mönchengladbach | Huur     |
| Uitgaand              |               |                          |          |
| Daniel Pudil          | Tsjechië      | Granada                  | Verkocht |
| Marvin Ogunjimi       | België        | Mallorca                 | Verkocht |
| Grzegorz Sandomierski | Polen         | Jagiellonia Białystok    | Huur     |

## Jupiler Pro League

### Klassement reguliere competitie
| Pl. | Club                | Wed | W  | V  | G  | +  | –  | Ptn. | Play-off     |
| --- | ------------------- | --- | -- | -- | -- | -- | -- | ---- | ------------ |
| 1   | RSC Anderlecht      | 30  | 20 | 3  | 7  | 61 | 26 | 67   | Play-off I   |
| 2   | Club Brugge         | 30  | 19 | 7  | 4  | 51 | 32 | 61   | Play-off I   |
| 3   | AA Gent             | 30  | 17 | 8  | 5  | 63 | 35 | 56   | Play-off I   |
| 4   | Standard Luik       | 30  | 14 | 7  | 9  | 43 | 33 | 51   | Play-off I   |
| 5   | KRC Genk            | 30  | 13 | 10 | 7  | 60 | 44 | 46   | Play-off I   |
| 6   | KV Kortrijk         | 30  | 13 | 10 | 7  | 39 | 36 | 46   | Play-off I   |
| 7   | Cercle Brugge       | 30  | 13 | 10 | 7  | 36 | 37 | 46   | Play-off II  |
| 8   | KSC Lokeren         | 30  | 11 | 8  | 11 | 48 | 40 | 44   | Play-off II  |
| 9   | KV Mechelen         | 30  | 10 | 13 | 7  | 40 | 50 | 37   | Play-off II  |
| 10  | RAEC Mons           | 30  | 9  | 12 | 9  | 50 | 55 | 36   | Play-off II  |
| 11  | Beerschot AC        | 30  | 9  | 12 | 9  | 45 | 51 | 36   | Play-off II  |
| 12  | Lierse SK           | 30  | 6  | 11 | 13 | 24 | 36 | 31   | Play-off II  |
| 13  | SV Zulte Waregem    | 30  | 6  | 12 | 12 | 32 | 38 | 30   | Play-off II  |
| 14  | Oud-Heverlee Leuven | 30  | 7  | 15 | 8  | 38 | 58 | 29   | Play-off II  |
| 15  | KVC Westerlo        | 30  | 5  | 20 | 5  | 29 | 59 | 20   | Play-off III |
| 16  | Sint-Truidense VV   | 30  | 3  | 17 | 10 | 32 | 61 | 19   | Play-off III |

### Play-off I
|           | #  | Club           | GS | W | G | V | DV | DT | DS | PTN |
| --------- | -- | -------------- | -- | - | - | - | -- | -- | -- | --- |
| K         | 1. | RSC Anderlecht | 10 | 5 | 3 | 2 | 16 | 8  | +8 | 52  |
| CL        | 2. | Club Brugge    | 10 | 5 | 2 | 3 | 14 | 11 | +3 | 48  |
| EL        | 3. | KRC Genk       | 10 | 6 | 0 | 4 | 19 | 19 | 0  | 41  |
| (barrage) | 4. | AA Gent        | 10 | 4 | 0 | 6 | 16 | 16 | 0  | 40  |
|           | 5. | Standard Luik  | 10 | 2 | 3 | 5 | 10 | 17 | −7 | 35  |
|           | 6. | KV Kortrijk    | 10 | 3 | 2 | 5 | 16 | 20 | −4 | 34  |

## Afbeeldingen

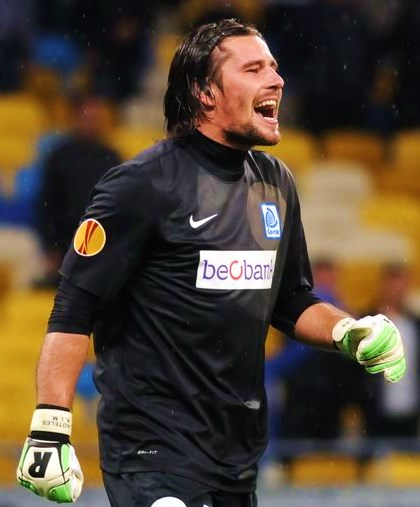
László Köteles (doelman)
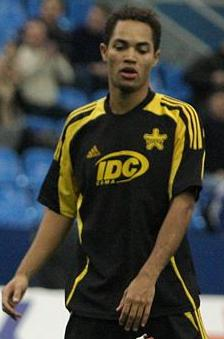
Nadson (verdediger)
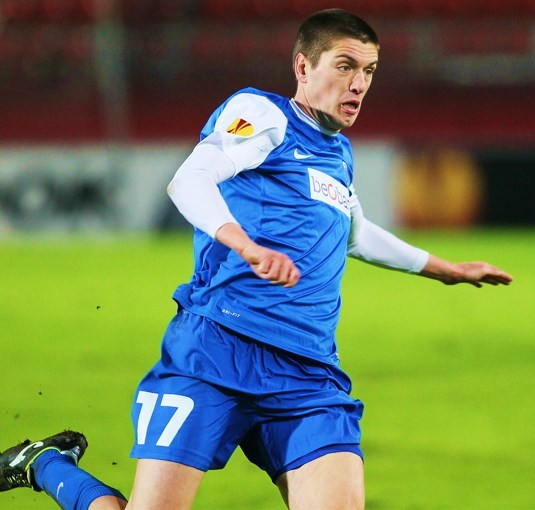
Jeroen Simaeys (verdediger)
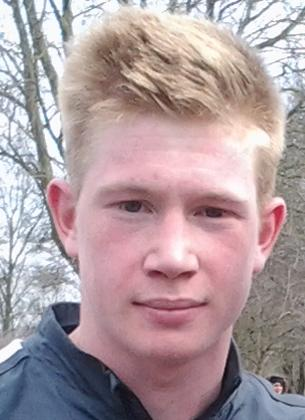
Kevin De Bruyne (middenvelder)
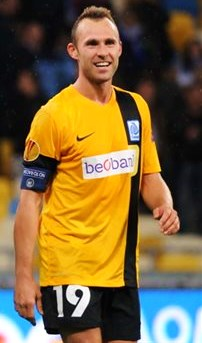
Thomas Buffel (middenvelder)
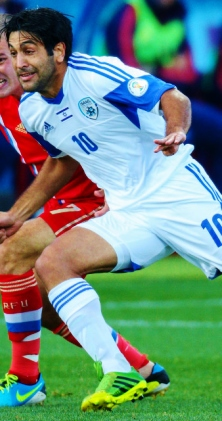
Elyaniv Barda (aanvaller)
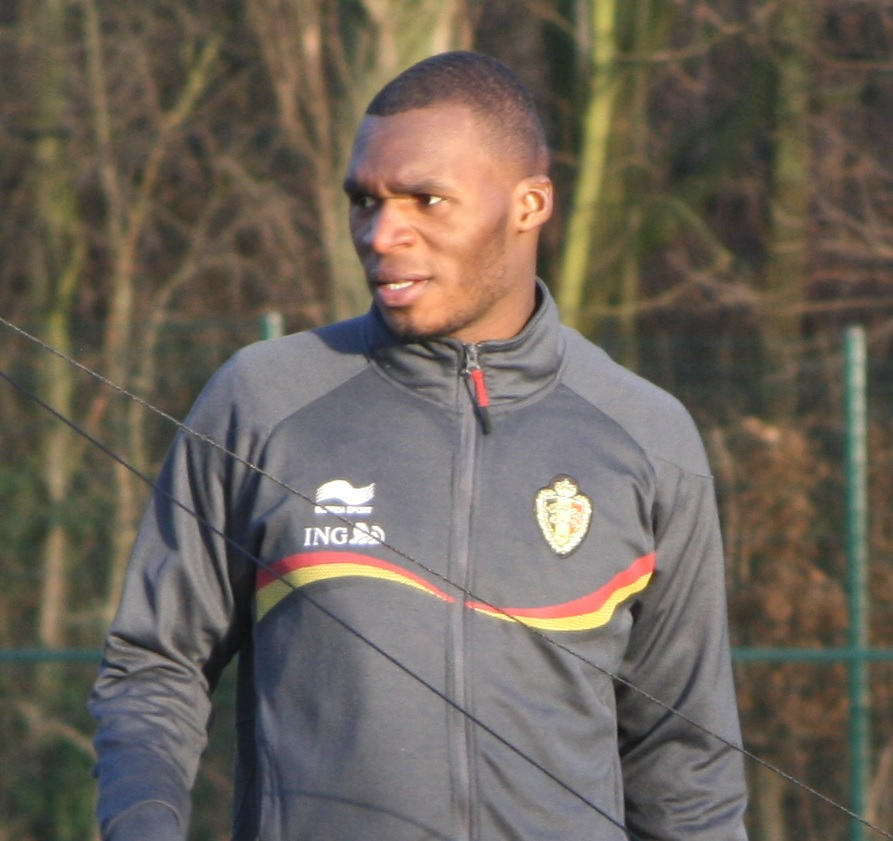
Christian Benteke (aanvaller)
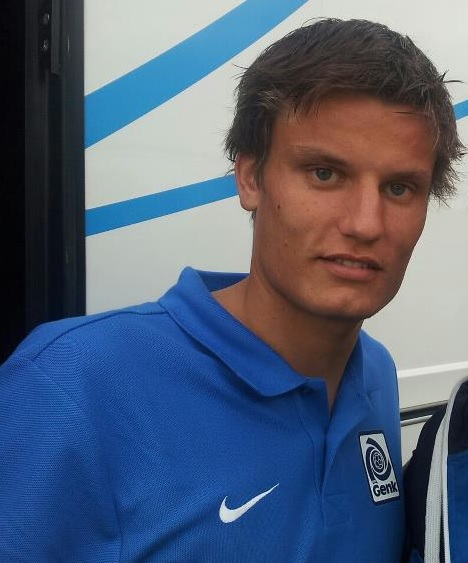
Jelle Vossen (aanvaller)